# Апудессив
Апудессив (аббревиатура apud) — падеж, который используется для маркировки близкого пространственного отношения или местонахождение рядом с чем-то («рядом с домом»). Есть в цезском языке, бежтинском языке и других нахско-дагестанских языках.